# Frederik Christian Sevel
Frederik Christian Sevel (24. maj 1723 i København – 10. oktober 1778 i København) var en dansk jurist og arkivar.
Frederik Christian Sevel blev født i København, og hans forældre var dr.phil. og dr.theol. Johannes Justus Sevel, slotspræst i Fredensborg (død 1728), og Anna født Drejer. I 1739 blev han privat dimitteret til Københavns Universitet og tog 1742 juridisk eksamen, hvorefter han i 3 år studerede i udlandet, først i Halle og senere i Jena, hvor han i 1745 tog den juridiske licentiatgrad. Han blev i Halle optaget i frimurerlogen Z. d. dr. Schlüss 7. oktober 1744, og steg hurtigt i graderne således at han blev tredje grad allerede 14. januar 1745.
Efter sin hjemkomst blev han i 1746 fuldmægtig i Kammerrettens justitskontor, tog 1749 den juridiske doktorgrad, blev 1751 notarius ved det juridiske fakultet, 1754 desuden søkrigsprokurør og titulær justitssekretær ved Kammerretten og 1756 professor juris extraordinarius.
1759-71 var Sevel chef for Kammerrettens justitskontor og samtidig Rentekammerets arkivar. Da Peder Kofod Ancher, der var Sevels svoger, på grund af svagelighed ønskede at fratræde embedet som generalauditør ved Søetaten, blev Sevel 1765 udnævnt til hans eftermand, således at Kofod Ancher beholdt lønningen som generalavditør og Sevel lønningen som søkrigsprokurør, hvilket embede overdroges til Enevold Berregaard Fogh uden lønning. Embedet som generalauditør beholdt Sevel til 1772, da Kofod Ancher atter overtog det, mens Sevel udnævntes til deputeret i Admiralitets- og Kommissariatskollegiet. Sevel blev 1767 justitsråd (extraordinær højesteretsassessor), 1769 etatsråd, 1776 konferensråd og døde i København 1778.
Han var gift 1. (1754) med Anna Cathrine født Svane (død 1764), datter af kammerråd Svane, og 2. (1766) med Sophie Elisabeth født Weyse (død 1776).
Sevel var medlem af den i 1772 nedsatte Inkvisitionskommission i sagen mod Johann Friedrich Struensee og Enevold Brandt. I 1773 var det ham, der i forening med justitiarius i Højesteret, baron Jens Krag-Juel-Vind, på regeringens vegne ordnede overgangen af Kurantbanken fra en privat til en kongelig bank. I 1776 blev han medlem af den overkommission, der afsluttede de langvarige forhandlinger om inddelingen af Sølimitdistrikterne i Norge.
Af skrifter fra Sevels hånd foreligger hans licentiatdisputats i Jena, der indeholder det første forsøg på at bringe den dansk-norske lensret i system (De notitia juris feudalis Dano-Norvegici) og hans doktordisputats, der omhandler odelsretten (De prorogatione termini retrahendi bona gentilitia). Efter hans død udgav Laurids Nørregaard 1782 nogle af ham forfattede juridiske fakultetsresponsa sammen med Henrik Stampes responsa.
Han blev i 1777 medlem af Det kongelige danske Selskab for Fædrelandets Historie.